# BYD Seal U
La BYD Seal U est un SUV électrique du constructeur automobile chinois BYD commercialisé à partir de 2023 en Europe.

## Présentation
La BYD Seal U est présentée au salon de l'automobile de Munich 2023.

## Caractéristiques techniques
Dans l'habitacle, l’écran tactile de 15,6 pouces pour l'info-divertissement peut pivoter en mode « paysage » ou « portrait ».

### Batteries
La Seal U électrique est proposée avec une batterie lithium-ion d'une capacité de 71,8 kWh lui autorisant 420 km d'autonomie ou 87 kWh pour une autonomie de 500 km.
Elle est dotée de la fonctionnalité de recharge bi-directionnelle V2L (« Vehicle-to-Load ») permettant de brancher des appareils électriques extérieurs en 230 Volts.

## Finitions
- Comfort
- Design